# Glochidion album
Glochidion album là một loài thực vật có hoa trong họ Diệp hạ châu. Loài này được (Blanco) Boerl. mô tả khoa học đầu tiên năm 1900.